# Gold-Aster
Die Gold-Aster (Galatella linosyris; Synonym Aster linosyris), auch Goldhaar-Aster oder Goldschopf-Aster genannt, ist eine Pflanzenart, die zur Familie der Korbblütler (Asteraceae) gehört.

## Beschreibung

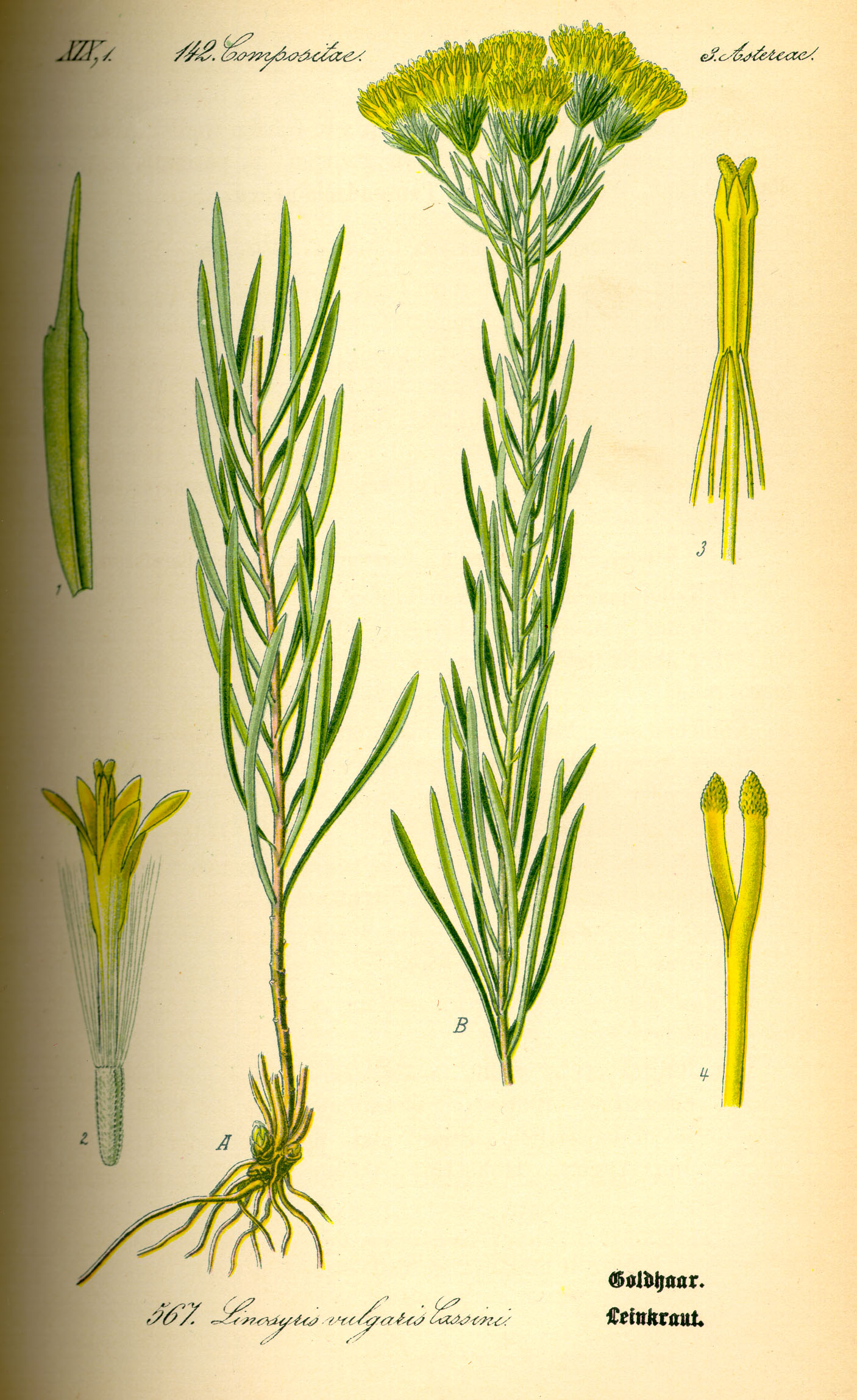
Illustration

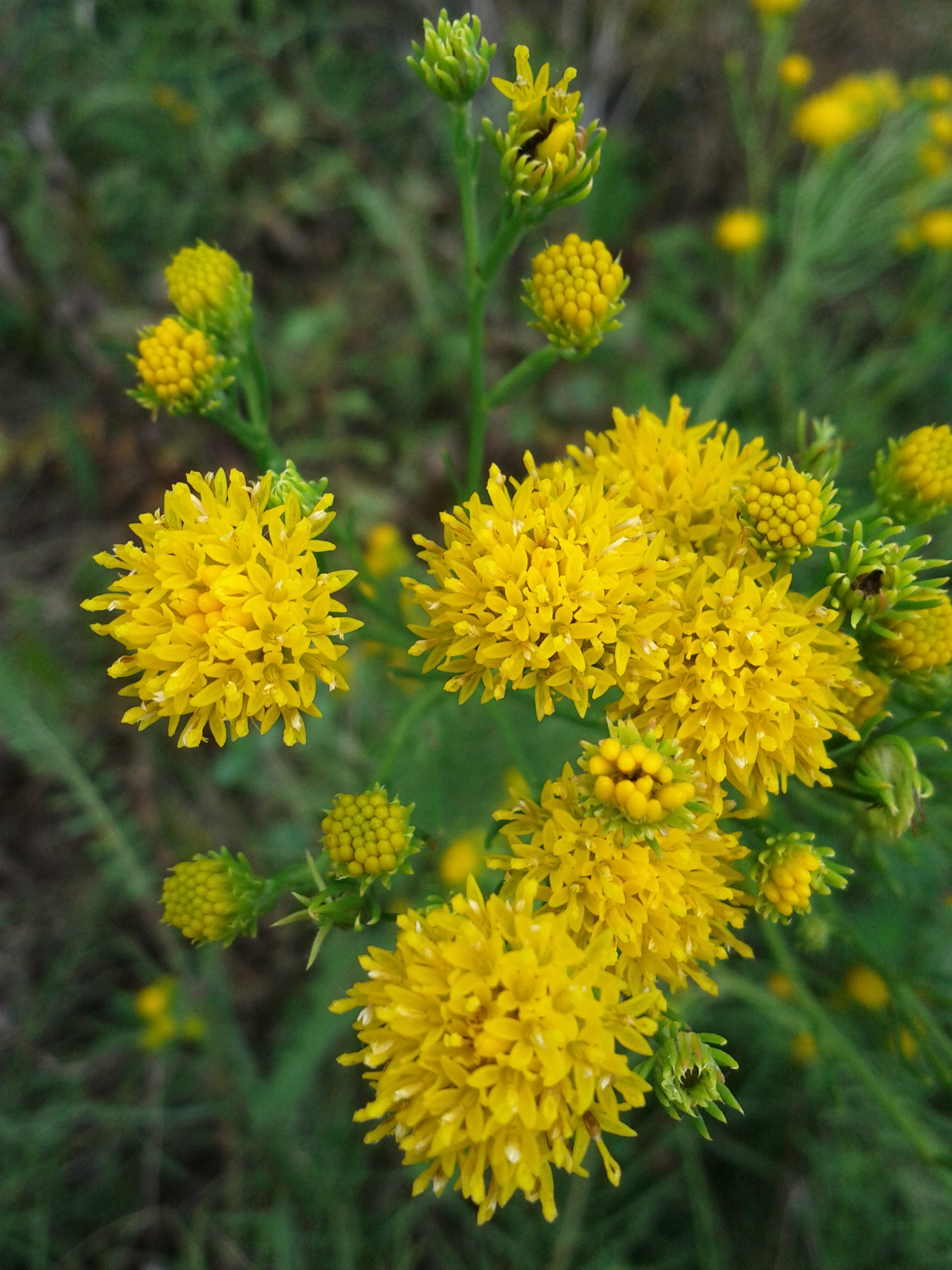
Gesamtblütenstand mit körbchenförmigen Teilblütenständen

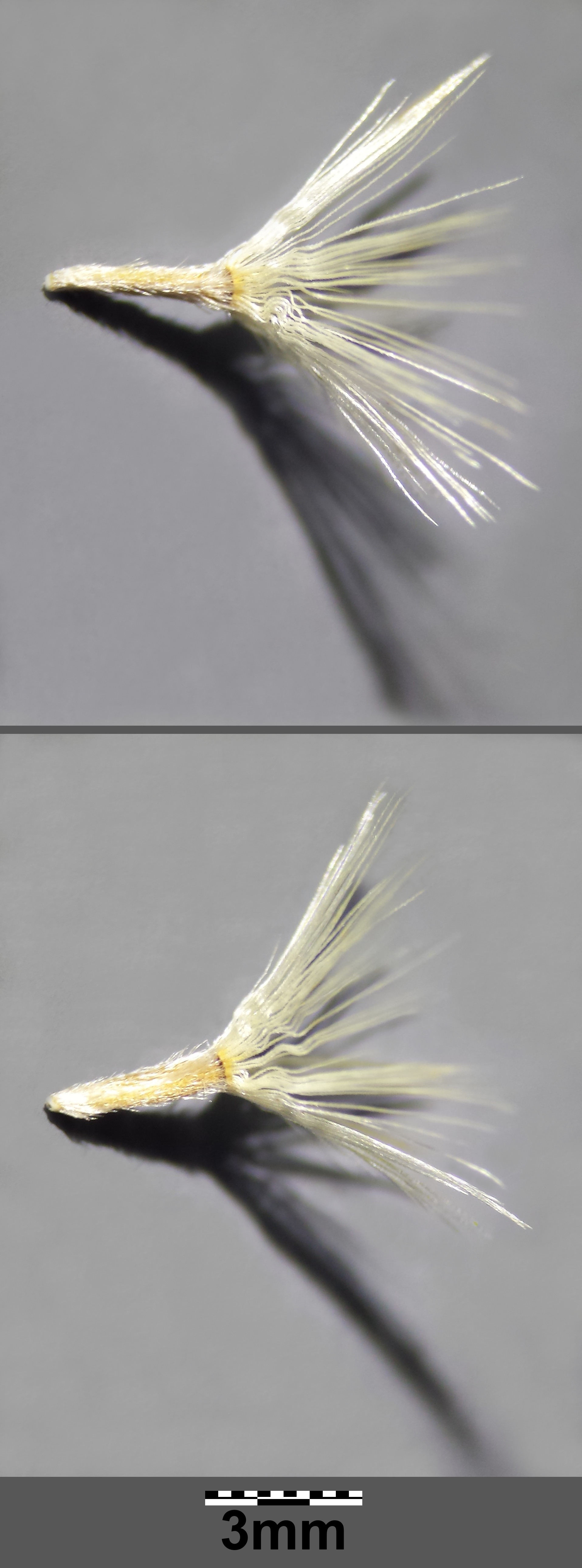
Achänen mit Pappus

### Vegetative Merkmale
Die Gold-Aster wächst als ausdauernde krautige Pflanze, die meistens Wuchshöhen von 20 bis 50 Zentimetern erreicht. Charakteristisches Merkmal sind ihre zahlreichen schmalen, besonders im oberen Stängelbereich dicht stehenden, wechselständigen Laubblätter. Die einfache Blattspreite ist einnervig, höchstens 2 bis 3 Millimeter breit und 2 bis 7 Zentimeter lang. Sie sitzen mit leicht verschmälertem Grund am Stängel und sind scheinbar kahl, jedoch sind mit der Lupe kleinste Haare erkennbar. Unterhalb der Körbchen gehen die Blätter ohne klare Trennung in die Hüllblätter über.

### Generative Merkmale
Die Hauptblütezeit reicht von  August bis September. Die körbchenförmigen Teilblütenstände stehen in einem doldigen, traubigen Gesamtblütenstand zusammen, wobei die äußeren Verzweigungen den Hauptstängel gelegentlich etwas überragen. Der Stängel ist aufrecht, zuweilen bogig aufsteigend, und nur im oberen Drittel im Bereich des Blütenstands verzweigt. Er ist rundlich oder höchstens leicht gerieft. Im Bereich des Blütenstands ist er mit winzigen Haaren besetzt, die nur mit der Lupe erkennbar sind. Der Körbchendurchmesser ist etwa 1 Zentimeter. Die unregelmäßig in mehreren Reihen stehenden Hüllblätter des Körbchens sind schmal mit einer Länge von etwa 7 Millimetern und besitzen eine pfriemliche, manchmal hakenförmig gekrümmte Spitze. Die Blütenkörbchen der Gold-Aster enthalten keine Zungenblüten, sondern nur 15 bis 40 goldgelbe, zwittrige Röhrenblüten.
Die behaarten Achänen sind etwa 3 Millimeter lang und tragen einen gelblichen, 5 bis 7 Millimeter langen Haarkranz.
Die Chromosomenzahl beträgt 2n = 18 oder 36.

## Ökologie
Die Gold-Aster erträgt extreme Trockenheit. Bei starker Sonneneinstrahlung kann sie die Blätter nach der Sonne ausrichten. Bei langer Trockenheit werden die Blätter gelbgrün. Bei Regen kann sich die Pflanze wieder sehr schnell erholen.

## Verbreitung
Die Gold-Aster stammt ursprünglich wohl aus südosteuropäischen bis südrussischen Steppengebieten. Ihr Verbreitungsgebiet umfasst Marokko, Algerien, Süd-, Mittel- und Osteuropa und Westasien. Nördlich ist sie in Europa bis England und Südost-Schweden zu finden. In Mitteleuropa hat sie kein durchgehendes Verbreitungsgebiet und fehlt stellenweise ganz, z. B. in Norddeutschland. Trotz ihrer relativen Seltenheit kann sie an ihren Standorten mit einer großen Zahl von Exemplaren auftreten.
Typische Standorte in Mitteleuropa sind Trockenrasen an sonnigen Hängen oder Gebüschrändern mit lockeren, kalkhaltigen Böden. Die Gold-Aster ist eine Charakterart der Klasse Festuco-Brometea. Sie kommt besonders in Pflanzengesellschaften der Verbände Xerobromion, Festucion valesiacae, aber auch Geranion sanguinei, Cytiso-Pinion oder Erico-Pinion vor. In Mitteleuropa kommt die Gold-Aster meist in kollinen tieferen Lagen vor, steigt aber vereinzelt in der Schweiz bis in Höhenlagen von 1700 Metern auf.
In Österreich tritt sie auf Trocken- und Halbtrockenrasen und Trockengebüschsäumen im pannonischen Gebiet häufig auf, im restlichen Gebiet zerstreut bis sehr selten. Die Vorkommen beschränken sich auf die Bundesländer Wien, Niederösterreich, Burgenland, Kärnten und Oberösterreich.
Die ökologischen Zeigerwerte nach Landolt et al. 2010 sind in der Schweiz: Feuchtezahl F = 1+ (trocken), Lichtzahl L = 4 (hell), Reaktionszahl R = 4 (neutral bis basisch), Temperaturzahl T = 4+ (warm-kollin), Nährstoffzahl N = 2 (nährstoffarm), Kontinentalitätszahl K = 5 (kontinental).

## Systematik
Die Erstveröffentlichung dieser Pflanzenart stammt von Carl von Linné unter dem Namen Chrysocoma linosyris in Species Plantarum, Tomus II, 1753, S. 841. Der Name Galatella linosyris (L.) Rchb.f. wurde 1853 durch Heinrich Gustav Reichenbach in Icones Florae Germanicae et Helveticae ..., 16, S. 8 veröffentlicht. Weitere Synonyme für Galatella linosyris (L.) Rchb. f. sind: Aster liburnicus (Spreng.) Rouy, Aster linosyris (L.) Bernh.,  Aster savii Arcang., Chrysocoma liburnica Spreng., Chrysocoma linosyris L., Chrysocoma nupera Gray, Chrysocoma palustris Savi ex Bertol., Chrysocoma palustris Savi, Chrysocoma vulgaris Gueldenst. ex Ledeb., Crinitaria linosyris subsp. armoricana (Rouy) Holub, Crinitina linosyris (L.) Soják, Deinosmos siculus Raf., Erigeron linosyris Clairv., Galatella pontica (Lipsky) Novopokr. & Bogdan, Linosyris vulgaris DC.
Greuter hat 2003 Aster linosyris (L.) Bernh. als in der damaligen Literatur verwendet verzeichnet. Sie wurde jedoch aus der Gattung Aster ausgegliedert. Man findet sie aber häufiger unter dem Namen Galatella linosyris (L.) Rchb. f. oder bei engerer Fassung des Gattungsbegriffs auch als Crinitaria linosyris (L.) Less. Greuter entscheidet sich 2006 für Galatella linosyris (L.) Rchb. f.
Je nach Autor gibt es von Galatella linosyris etwa vier Unterarten:
- Galatella linosyris subsp. armoricana (Rouy) Greuter (Syn.: Aster linosyris subsp. armoricanus (Rouy) Kerguélen):  Sie kommt in Frankreich vor.[7]
- Galatella linosyris subsp. fominii (Kem.-Nath.) Greuter (Syn.: Linosyris fominii Kem.-Nath.): Sie kommt in Armenien und Georgien vor.[7]
- Galatella linosyris (L.) Rchb. f. subsp. linosyris
- Galatella linosyris subsp. pontica (Lipsky) Novopokr. & Bogdan: Sie kommt in Georgien und im nördlichen Kaukasusraum vor.[7]

## Trivialnamen
Im deutschsprachigen Raum werden oder wurden für diese Pflanzenart, zum Teil nur regional, auch die folgenden weiteren Trivialnamen verwandt: Goldhaar (Pommern), Goldschopf (Thüringen), Falsches Leinkraut, Güldenes Leinkraut und Groß Rheinblumen.

## Verwendung
Die Gold-Aster wird gelegentlich als Zierpflanze verwendet, im Handel meist unter dem Namen Goldhaar-Aster.